# Jerzy Moskal (piłkarz)
Jerzy Moskal (ur. 11 kwietnia 1974 w Myślenicach) – polski piłkarz występujący na pozycji pomocnika.

## Życiorys
Jest wychowankiem Dalinu Myślenice, do którego trafił z klasy sportowej Szkoły Podstawowej nr 3 w Myślenicach. W wieku 16 lat zadebiutował w seniorskim zespole. W 1991 roku przeszedł do Wisły Kraków. W pierwszym zespole Wisły zadebiutował 9 września 1991 roku w przegranym 1:2 meczu Pucharu Polski ze Stalą Rzeszów. W I lidze zadebiutował 18 kwietnia 1992 roku w przegranym 0:3 spotkaniu z Motorem Lublin. W sezonie 1993/1994 był graczem podstawowego składu Wisły, ale w tamtym sezonie jego klub spadł z ligi. Ogółem w I lidze Moskal rozegrał 27 ligowych spotkań, zdobywając jednego gola – z Legią Warszawa. Po zakończeniu rundy jesiennej sezonu 1994/1995 w wyniku konfliktu z trenerem odszedł z klubu. Następnie grał w Dalinie Myślenice i Karpatach Siepraw. Karierę zawodniczą zakończył w 1997 roku wskutek kontuzji żuchwy. Następnie podjął i ukończył studia na AWF w Krakowie, po czym został nauczycielem wychowania fizycznego.